# Robert Rojas Chávez
Robert Samuel Rojas Chávez (Concepción, 30 de abril de 1996) es un futbolista paraguayo. Juega como defensor en el Club Libertad de la Primera División de Paraguay.

## Trayectoria

### Guaraní
En el año 2017 tuvo su debut en la primera del club Guaraní enfrentando a Libertad, en un encuentro que culminaría con derrota por 3-2. A los pocos meses de debutar, se convirtió en un baluarte de la defensa y le fue entregada la cinta de capitán. Se desarrolló en las categorías formativas como lateral por el sector derecho afianzandose en primera en dicha posición.

### River Plate
El 16 de enero de 2019, es fichado por River Plate a cambio de US$1.400.000 dólares por el 45% del pase.
Debutó el 14 de febrero de 2019 de la mano del director técnico Marcelo Gallardo en un partido donde fue titular y jugó todo el primer tiempo como líbero en una línea de tres defensores donde lo acompañaron Paulo Díaz a la derecha y Javier Pinola a la izquierda.
En la complementaria, fue sustituido por Benjamín Rollheiser.
El 30 de mayo de 2019, se consagró campeón de la Recopa Sudamericana 2019 en un partido donde ganaron por 3-0 (global 3-1) al Atlético Paranaense
No jugó, pero si estuvo en la banca de suplentes.
En la temporada 2020, Rojas jugó 23 partidos con el Club Atlético River Plate, anotó 5 goles y logró consolidarse en la base del equipo de Marcelo Gallardo. 
El 12 de febrero de 2021, extendió su contrato con el club hasta el 30 de junio de 2023.

#### Grave lesión
Robert sufrió una muy dura entrada (ocasionándole una fractura de tibia y peroné) de Aldair Rodríguez en el minuto 86 del partido contra el Alianza Lima el 6 de abril de 2022 por Copa Libertadores de América. Que lo mantuvo al margen de las canchas por un tiempo aproximado de seis meses.
Rojas volvió a jugar un partido el 9 de noviembre de 2022 en la victoria 4-3 contra Colo-Colo en un encuentro amistoso.

### Tigre
El 16 de agosto de 2023 fue cedido a Tigre por 12 meses, con cargo y con opción de compra.

### Vasco da Gama
El 12 de enero de 2024 fue cedido a préstamo a Vasco da Gama por un año.

### Olimpia
El 31 de diciembre de 2024 se confirmó su traspaso a Olimpia.
Tuvo un paso breve pero intenso por Olimpia en la temporada 2025, tras su retorno al fútbol paraguayo luego de cinco años en el exterior, principalmente en River Plate y Vasco da Gama. Su llegada al club franjeado generó gran expectativa debido a su experiencia internacional y su reputación como defensor sólido. Olimpia adquirió un porcentaje de su pase desde River Plate por un monto superior a los 2,2 millones de dólares, en una operación que incluyó un pago inicial y objetivos obligatorios para completar la transferencia.
Durante su estadía en Olimpia, Rojas disputó 17 de los 22 partidos del torneo Apertura 2025, y participó en los 6 encuentros de la fase de grupos de la Copa Libertadores. También jugó el partido completo de la Supercopa, donde Olimpia cayó ante Libertad. A pesar de su alta participación, su rendimiento no cumplió con las expectativas de la hinchada, recibiendo críticas por no recuperar el nivel que había mostrado en sus mejores momentos en River Plate. 
En junio de 2025, apenas seis meses después de su llegada, Olimpia anunció la salida de Rojas, agradeciendo su profesionalismo y deseándole éxito en sus futuros desafíos. Minutos después, Libertad, otro grande del fútbol paraguayo, lo presentó como su nuevo refuerzo, adquiriendo el 50% de su pase en una operación que, según algunos reportes, dejó a Olimpia con una ganancia de 300.000 dólares.

### Club Libertad
En el club Libertad, Rojas se sumó a la "familia gumarela" con la intención de consolidarse en un equipo competitivo, aunque algunos aficionados expresaron dudas sobre su capacidad para rendir al máximo nivel tras la grave lesión de tibia y peroné que sufrió en 2022, la cual marcó un punto de inflexión en su carrera.

## Selección nacional

### Absoluta
En 2017 fue convocado por Francisco Arce para integrar la selección de Paraguay para la doble fecha de Eliminatorias para la Copa Mundial 2018. Integró el banco de suplentes en la victoria ante Chile por 3 a 0.
Jugó su primer partido internacional, en un amistoso el 5 de septiembre de 2019, contra la selección de fútbol de Japón.

### Participaciones en Copas América
| Torneo            | Sede   | Resultado        | Partidos | Goles |
| ----------------- | ------ | ---------------- | -------- | ----- |
| Copa América 2021 | Brasil | Cuartos de final | 2        | 0     |

### Goles en la selección
| Goles con la Selección de Paraguay | Goles con la Selección de Paraguay | Goles con la Selección de Paraguay | Goles con la Selección de Paraguay | Goles con la Selección de Paraguay | Goles con la Selección de Paraguay | Goles con la Selección de Paraguay | Goles con la Selección de Paraguay | Goles con la Selección de Paraguay |
| Resultados                         | Resultados                         | Resultados                         | Resultados                         | Lugar                              | Estadio                            | Fecha                              | Tipo                               | Goles                              |
| ---------------------------------- | ---------------------------------- | ---------------------------------- | ---------------------------------- | ---------------------------------- | ---------------------------------- | ---------------------------------- | ---------------------------------- | ---------------------------------- |
| Paraguay                           | 4                                  | 2                                  | Jordania                           | Amán                               | Estadio Internacional de Amán      | 10 de septiembre de 2019           | Amistoso                           | 1 gol                              |

## Estadísticas

### Clubes
| Club | Div.                | Temporada           | Liga         | Liga         | Liga         | Liga estatal (1) | Liga estatal (1) | Liga estatal (1) | Copas nacionales (2) | Copas nacionales (2) | Copas nacionales (2) | Copas internacionales (3) | Copas internacionales (3) | Copas internacionales (3) | Total | Total | Total  |
| Club | Div.                | Temporada           | Part.        | Goles        | Asist.       | Part.            | Goles            | Asist.           | Part.                | Goles                | Asist.               | Part.                     | Goles                     | Asist.                    | Part. | Goles | Asist. |
| --- | ------------------- | ------------------- | ------------ | ------------ | ------------ | ---------------- | ---------------- | ---------------- | -------------------- | -------------------- | -------------------- | ------------------------- | ------------------------- | ------------------------- | ----- | ----- | ------ |
| Guaraní Paraguay | 1.ª                 |                     |              |              |              |                  |                  |                  |                      |                      |                      |                           |                           |                           |       |       |        |
| Guaraní Paraguay | 1.ª                 | 2017                | 34           | 4            | 9            | Inexistentes     | Inexistentes     | Inexistentes     | Inexistentes         | Inexistentes         | Inexistentes         | 3                         | 0                         | 0                         | 37    | 4     | 0      |
| Guaraní Paraguay | 1.ª                 | 2018                | 38           | 1            | 0            | Inexistentes     | Inexistentes     | Inexistentes     | 1                    | 0                    | 0                    | 4                         | 0                         | 0                         | 43    | 1     | 0      |
| Guaraní Paraguay | Total club          | Total club          | 72           | 5            | 0            | -                | -                | -                | 1                    | 0                    | 0                    | 7                         | 0                         | 0                         | 80    | 5     | 0      |
| River Plate Argentina | 1.ª                 | 2018-19             | 8            | 1            | 0            | Inexistentes     | Inexistentes     | Inexistentes     | 2                    | 0                    | 0                    | 1                         | 0                         | 0                         | 11    | 1     | 0      |
| River Plate Argentina | 1.ª                 | 2019-20             | 13           | 1            | 0            | Inexistentes     | Inexistentes     | Inexistentes     | 0                    | 0                    | 0                    | 6                         | 1                         | 0                         | 19    | 2     | 0      |
| River Plate Argentina | 1.ª                 | 2020                | Inexistentes | Inexistentes | Inexistentes | Inexistentes     | Inexistentes     | Inexistentes     | 7                    | 2                    | 1                    | 5                         | 1                         | 0                         | 12    | 3     | 1      |
| River Plate Argentina | 1.ª                 | 2021                | 16           | 2            | 1            | Inexistentes     | Inexistentes     | Inexistentes     | 9                    | 0                    | 0                    | 4                         | 0                         | 0                         | 29    | 2     | 1      |
| River Plate Argentina | 1.ª                 | 2022                | 0            | 0            | 0            | Inexistentes     | Inexistentes     | Inexistentes     | 6                    | 1                    | 0                    | 1                         | 0                         | 0                         | 7     | 1     | 0      |
| River Plate Argentina | 1.ª                 | 2023                | 14           | 1            | 0            | Inexistentes     | Inexistentes     | Inexistentes     | 2                    | 0                    | 0                    | 5                         | 1                         | 0                         | 21    | 2     | 0      |
| River Plate Argentina | Total club          | Total club          | 51           | 5            | 1            | -                | -                | -                | 26                   | 3                    | 1                    | 22                        | 3                         | 0                         | 99    | 11    | 2      |
| Tigre Argentina | 1.ª                 | 2023                | Inexistentes | Inexistentes | Inexistentes | Inexistentes     | Inexistentes     | Inexistentes     | 12                   | 1                    | 0                    | Inexistentes              | Inexistentes              | Inexistentes              | 12    | 1     | 0      |
| Tigre Argentina | Total club          | Total club          | -            | -            | -            | -                | -                | -                | 12                   | 1                    | 0                    | -                         | -                         | -                         | 12    | 1     | 0      |
| Vasco da Gama · Brasil | 1.ª                 | 2024                | 6            | 0            | 0            | 7                | 0                | 0                | 3                    | 0                    | 0                    | 0                         | 0                         | 0                         | 16    | 0     | 0      |
| Vasco da Gama · Brasil | Total club          | Total club          | 6            | 0            | 0            | 7                | 0                | 0                | 3                    | 0                    | 0                    | 0                         | 0                         | 0                         | 16    | 0     | 0      |
| Olimpia Paraguay | 1.ª                 | 2025                | 17           | 0            | 0            | Inexistentes     | Inexistentes     | Inexistentes     | Inexistentes         | Inexistentes         | Inexistentes         | 6                         | 0                         | 0                         | 23    | 0     | 0      |
| Olimpia Paraguay | Total club          | Total club          | 17           | 0            | 0            | -                | -                | -                | 0                    | 0                    | 0                    | 6                         | 0                         | 0                         | 23    | 0     | 0      |
| Libertad Paraguay | 1.ª                 | 2025                | 6            | 0            | 0            | Inexistentes     | Inexistentes     | Inexistentes     | 0                    | 0                    | 0                    | 1                         | 0                         | 0                         | 7     | 0     | 0      |
| Libertad Paraguay | Total club          | Total club          | 6            | 0            | 0            | -                | -                | -                | 0                    | 0                    | 0                    | 1                         | 0                         | 0                         | 7     | 0     | 0      |
| Total en su carrera | Total en su carrera | Total en su carrera | 152          | 10           | 1            | 7                | 0                | 0                | 42                   | 4                    | 1                    | 36                        | 3                         | 0                         | 237   | 17    | 2      |
| (1) La liga estatal se refiere al Campeonato Carioca. (2) Las copas nacionales se refiere a la Copa Paraguay, Copa Argentina, Copa Superliga, Copa Diego Armando Maradona, Trofeo de Campeones de la Liga Profesional, Supercopa Argentina y Copa de Brasil. (3) Las copas internacionales se refiere a la Copa Libertadores y Copa Sudamericana. |                     |                     |              |              |              |                  |                  |                  |                      |                      |                      |                           |                           |                           |       |       |        |

### Selección
| Selección         | Año           | Amistoso | Amistoso | Amistoso | Eliminatorias | Eliminatorias | Eliminatorias | Mundial | Mundial | Mundial | Copa América | Copa América | Copa América | Total | Total | Total |
| Selección         | Año           | PJ       | G        | A        | PJ            | G             | A             | PJ      | G       | A       | PJ           | G            | A            | PJ    | G     | A     |
| ----------------- | ------------- | -------- | -------- | -------- | ------------- | ------------- | ------------- | ------- | ------- | ------- | ------------ | ------------ | ------------ | ----- | ----- | ----- |
| Absoluta Paraguay | 2019          | 3        | 1        | 0        | -             | -             | -             | -       | -       | -       | -            | -            | -            | 3     | 1     | 0     |
| Absoluta Paraguay | 2020          | -        | -        | -        | 2             | 0             | 0             | -       | -       | -       | -            | -            | -            | 2     | 0     | 0     |
| Absoluta Paraguay | 2021          | -        | -        | -        | 8             | 0             | 0             | -       | -       | -       | 2            | 0            | 0            | 10    | 0     | 0     |
| Absoluta Paraguay | 2022          | -        | -        | -        | 3             | 0             | 0             | -       | -       | -       | -            | -            | -            | 3     | 0     | 0     |
| Total carrera     | Total carrera | 3        | 1        | 0        | 13            | 0             | 0             | -       | -       | -       | 2            | 0            | 0            | 18    | 1     | 0     |

## Palmarés

### Campeonatos nacionales
| Título                        | Club              | Sede      | Año     |
| ----------------------------- | ----------------- | --------- | ------- |
| Copa Paraguay                 | Club Guaraní      | Paraguay  | 2018    |
| Copa Argentina                | C. A. River Plate | Argentina | 2018-19 |
| Supercopa Argentina           | C. A. River Plate | Argentina | 2019    |
| Primera División de Argentina | C. A. River Plate | Argentina | 2021    |
| Trofeo de Campeones           | C. A. River Plate | Argentina | 2021    |
| Primera División de Argentina | C. A. River Plate | Argentina | 2023    |

### Campeonatos internacionales
| Título              | Club              | Sede         | Año  |
| ------------------- | ----------------- | ------------ | ---- |
| Recopa Sudamericana | C. A. River Plate | Buenos Aires | 2019 |